# Synodontis macrops
Synodontis macrops é uma espécie de peixe da família Mochokidae.
É endémica do Uganda.
Os seus habitats naturais são: rios.